# Château de Vitry-sur-Seine
 (juin 2022).
La mise en forme du texte ne suit pas les recommandations de Wikipédia : il faut le « wikifier ».
Les points d'amélioration suivants sont les cas les plus fréquents. Le détail des points à revoir est peut-être précisé sur la page de discussion.
- Les titres sont pré-formatés par le logiciel. Ils ne sont ni en capitales, ni en gras.
- Le texte ne doit pas être écrit en capitales (les noms de famille non plus), ni en gras, ni en italique, ni en « petit »…
- Le gras n'est utilisé que pour surligner le titre de l'article dans l'introduction, une seule fois.
- L'italique est rarement utilisé : mots en langue étrangère, titres d'œuvres, noms de bateaux, etc.
- Les citations ne sont pas en italique mais en corps de texte normal. Elles sont entourées par des guillemets français : « et ».
- Les listes à puces sont à éviter, des paragraphes rédigés étant largement préférés. Les tableaux sont à réserver à la présentation de données structurées (résultats, etc.).
- Les appels de note de bas de page (petits chiffres en exposant, introduits par l'outil «  Source ») sont à placer entre la fin de phrase et le point final[comme ça].
- Les liens internes (vers d'autres articles de Wikipédia) sont à choisir avec parcimonie. Créez des liens vers des articles approfondissant le sujet. Les termes génériques sans rapport avec le sujet sont à éviter, ainsi que les répétitions de liens vers un même terme.
- Les liens externes sont à placer uniquement dans une section « Liens externes », à la fin de l'article. Ces liens sont à choisir avec parcimonie suivant les règles définies. Si un lien sert de source à l'article, son insertion dans le texte est à faire par les notes de bas de page.
- La présentation des références doit suivre les conventions bibliographiques. Il est recommandé d'utiliser les modèles {{Ouvrage}}, {{Chapitre}}, {{Article}}, {{Lien web}} et/ou {{Bibliographie}}. Le mode d'édition visuel peut mettre en forme automatiquement les références.
- Insérer une infobox (cadre d'informations à droite) n'est pas obligatoire pour parachever la mise en page.

Pour une aide détaillée, merci de consulter Aide:Wikification.
Si vous pensez que ces points ont été résolus, vous pouvez retirer ce bandeau et améliorer la mise en forme d'un autre article.
 (septembre 2020).
Le château de Vitry-sur-Seine était un château seigneurial du XVIIIe siècle anciennement situé à Vitry-sur-Seine (actuel département du Val-de-Marne) commandé par Claude-François Paparel en 1708 (trésorier ordinaire des guerres et de la Gendarmerie de Louis XIV). Au début du XXe siècle, son terrain fut vendu par lots par la famille héritière (Fadate de Saint-George) à différents particuliers pour de futurs projets immobilier. Le "grand château" sera détruit en 1910 et laissera place à divers projets urbains le petit château, subsistera jusqu'en 1930 et laissera place à des bains publics qui deviendront la Galerie d'art municipale de Vitry-Sur-Seine.

## Localisation
Grâce aux travaux de Camil Kermoume, l'endroit exact où se trouvait l'ancien château de Vitry-sur-Seine a été précisé. La plus grande partie de l'édifice, se trouvait dans l'actuelle cours de récréation du collège Danielle-Casanova, tout proche de l'Église Saint-Germain. La topographie actuelle du quartier correspond, avec exactitude à celle d'avant la démolition du château en 1911.

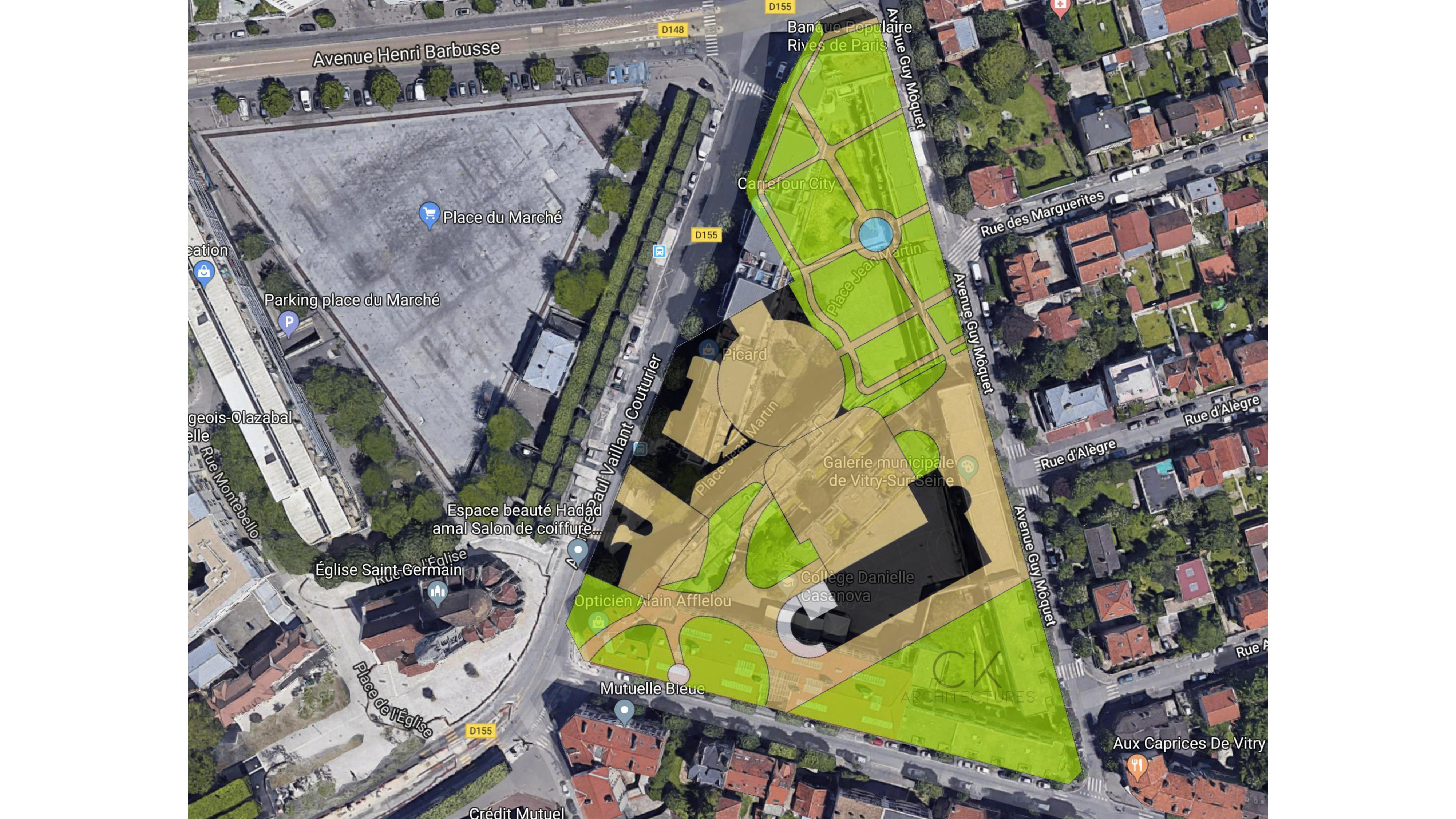
Carte comparative du quartier montrant l'emplacement exact du château Avant / Après : 1910 - 2019.
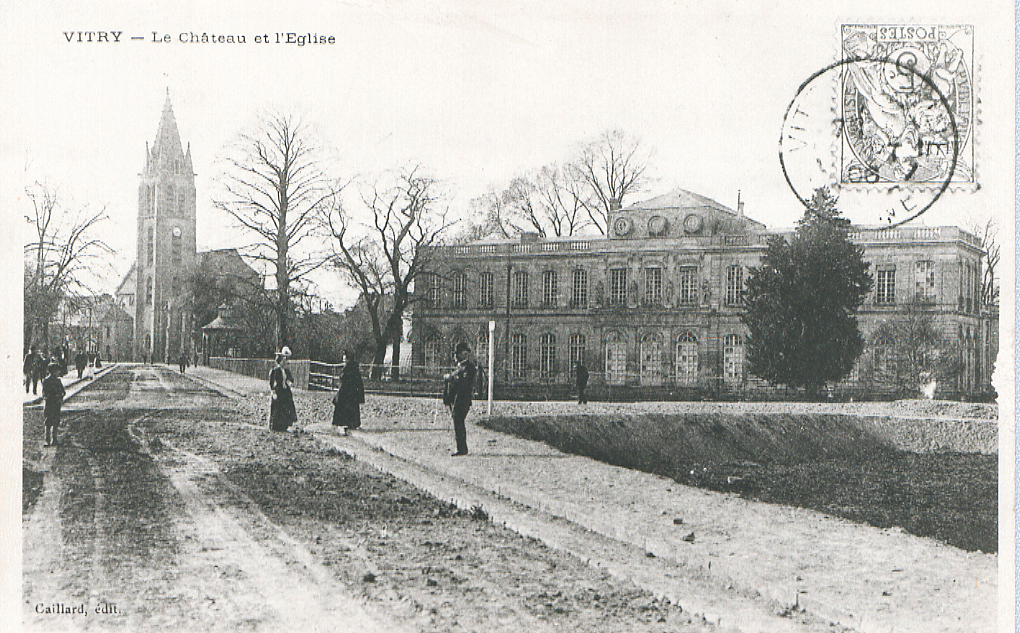
Château de Vitry-sur-Seine depuis l'actuelle avenue Danielle-Casanova.
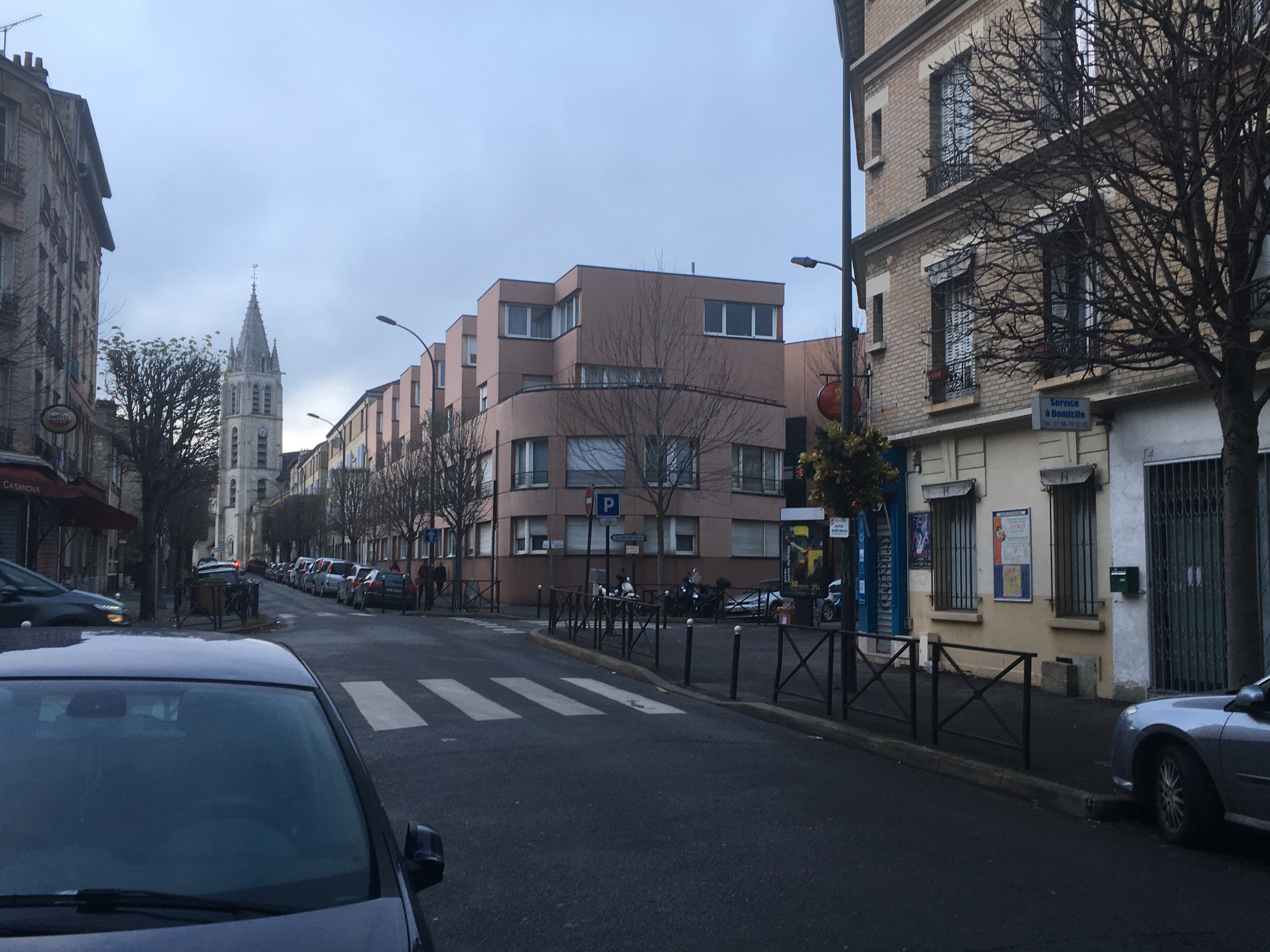
Avenue Danielle-Casanova à Vitry-sur-Seine.
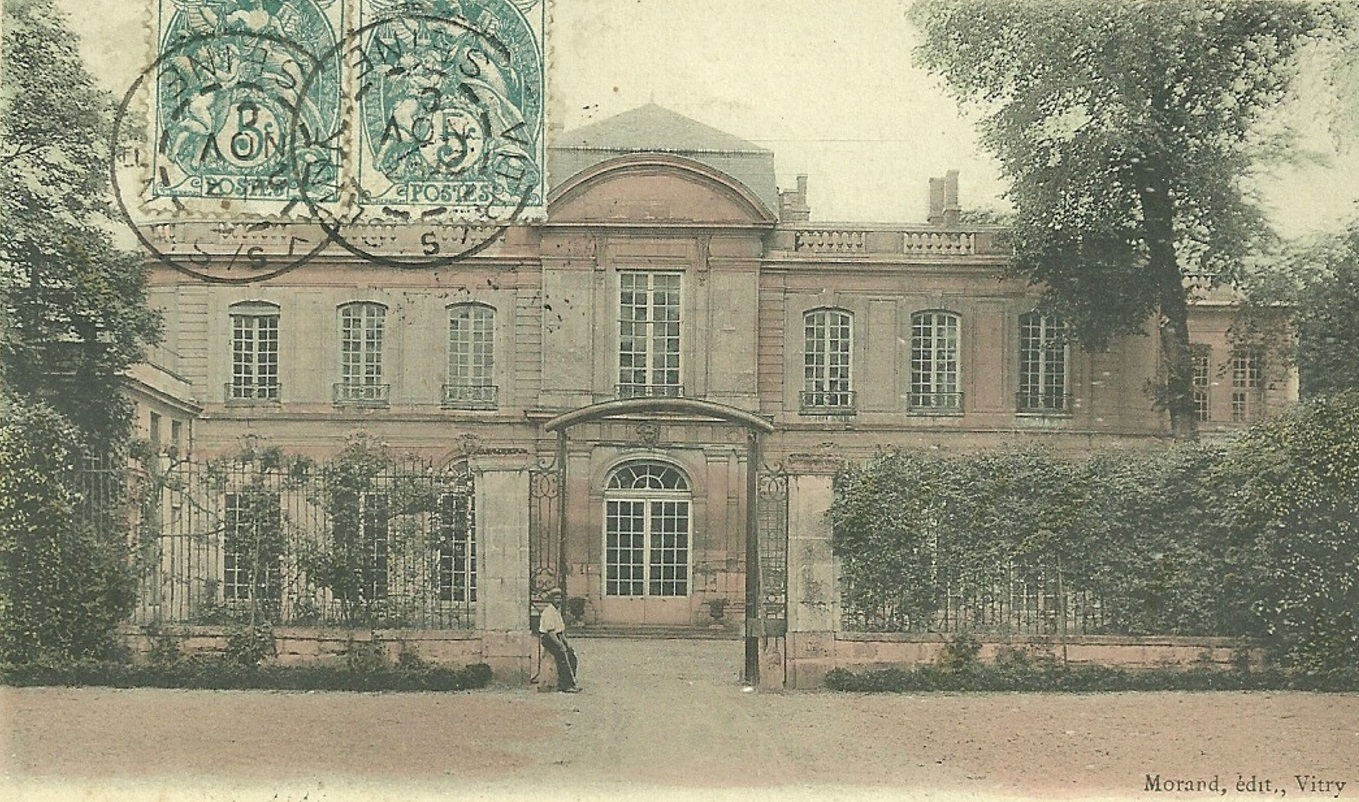
Entrée du château de Vitry-sur-Seine vue depuis la cour intérieure.
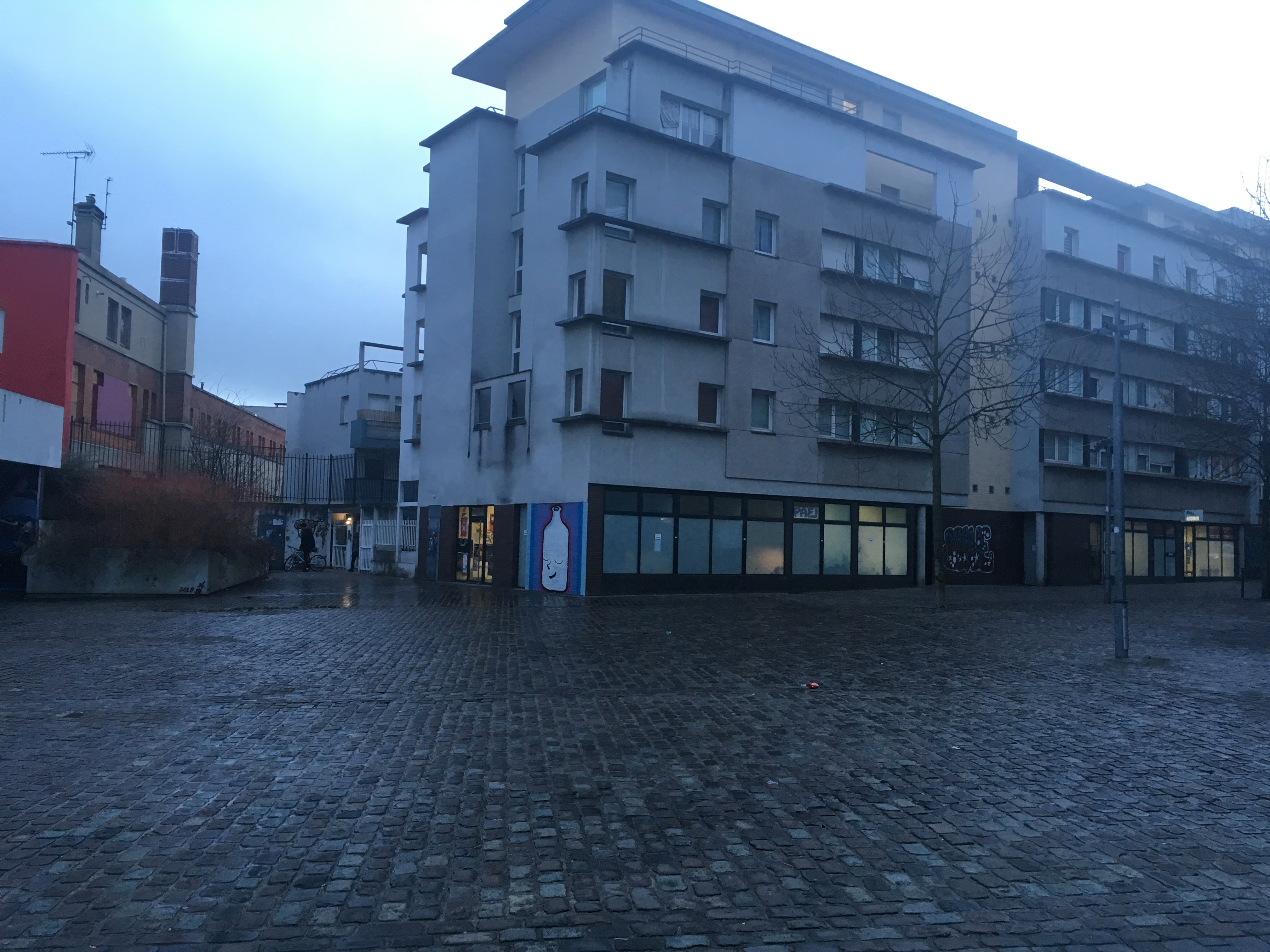
Place Jean-Martin, ancienne entrée du château de Vitry-sur-Seine.

## Architecture
Construit par Robert de Cotte en 1710, l'ancien château de Vitry est de style classique, les jardins auraient été conçus par Jacques V Gabriel.

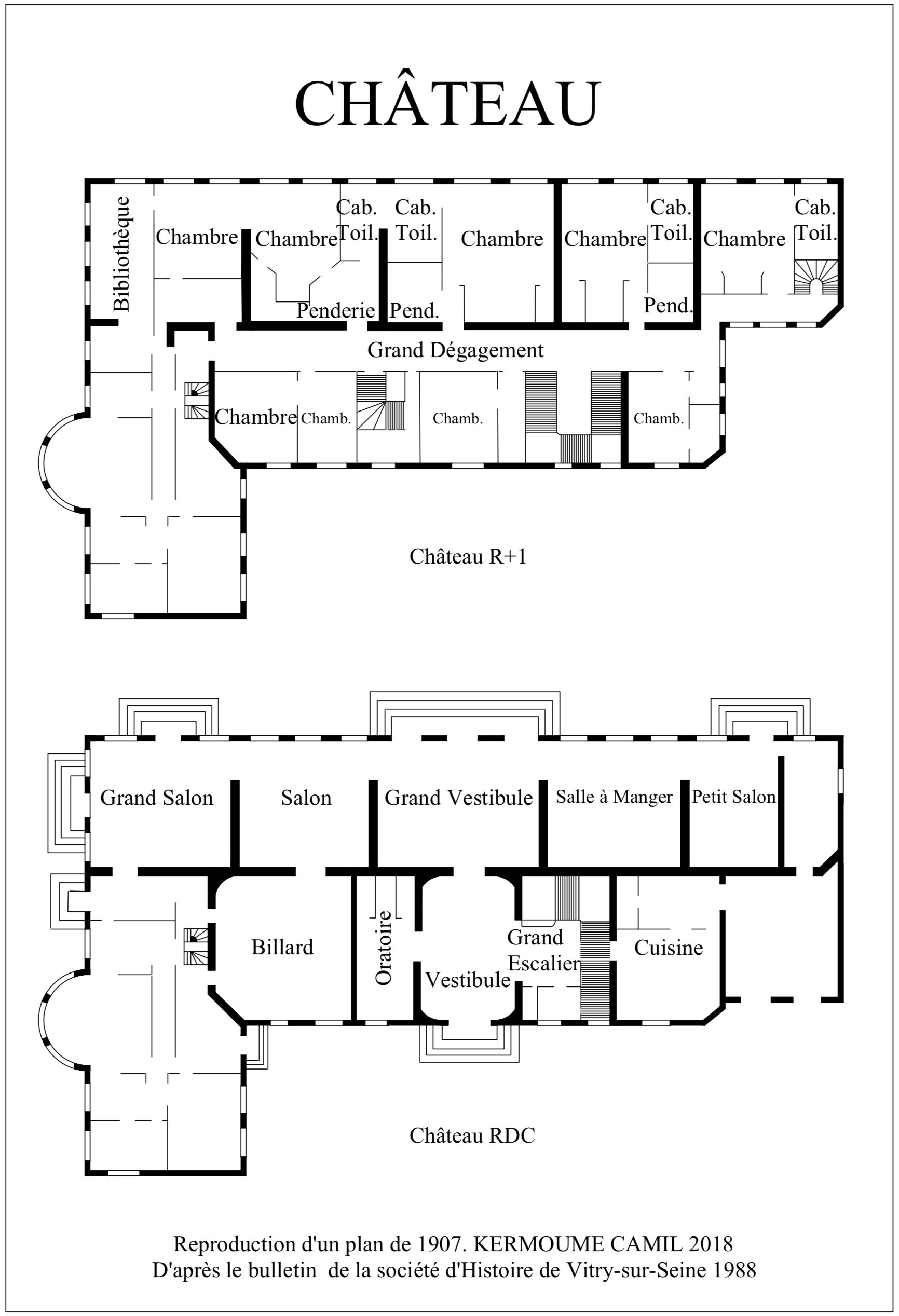
Plan du château de Vitry-sur-Seine par Kermoume Camil.
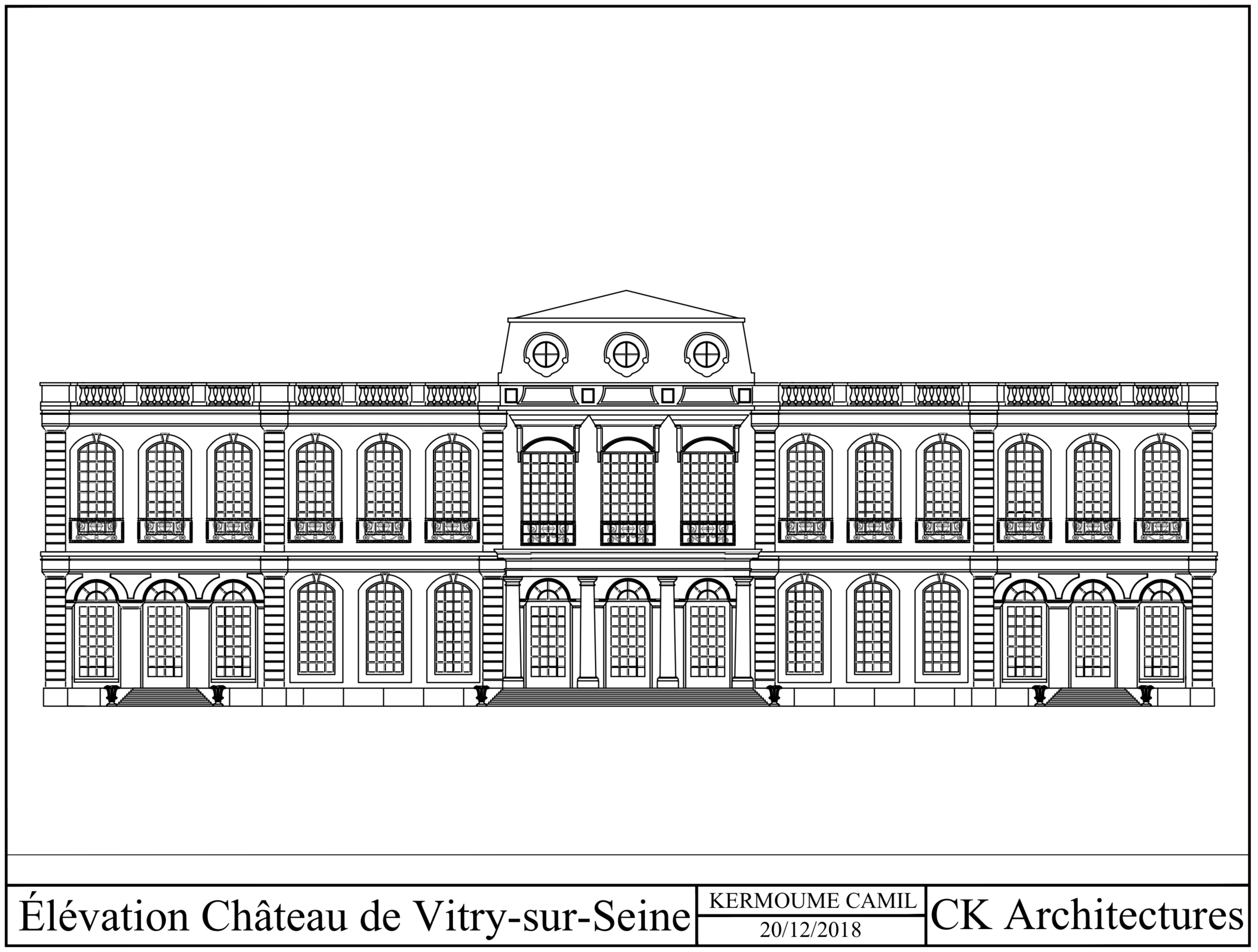
Plan d'élevation du Château de Vitry-sur-Seine par Kermoume Camil.
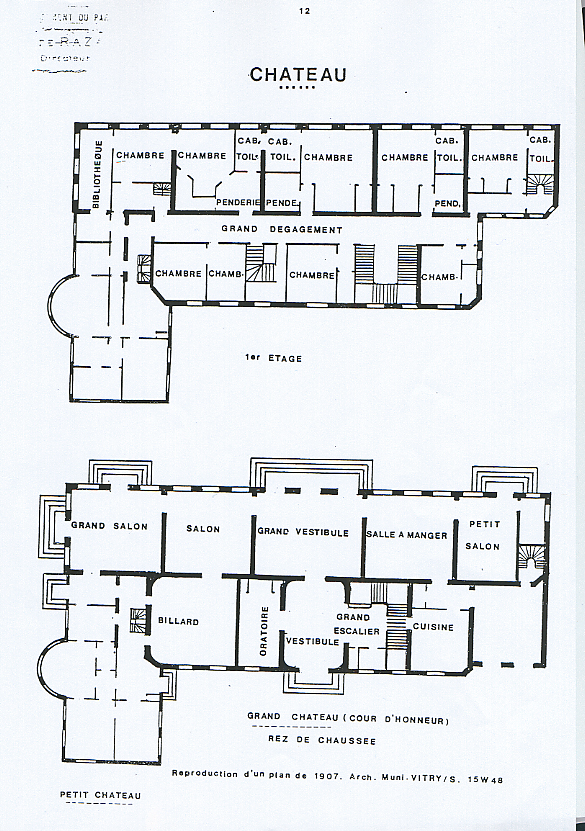
Plan château de Vitry-sur-Seine de 1907.

## Histoire du château (1710 – 1911)
En 1708, Claude-François Paparel, trésorier ordinaire des guerres et de la Gendarmerie de Louis XIV, achète aux enchères du sieur Philippe Jacques, greffier en chef du Parlement de Paris, la seigneurie de Vitry-sur-Seine, à deux lieues de Paris.
Vers 1710, Claude François Paparel fait construire le château par l'architecte Robert de Cotte. Il avait droit de fief, de haute moyenne et basse justice sur les habitants. Sur la place de l’église se tenait la maison du greffe et de la prison. La façade a été conservée lors de la restauration du quartier. L’entourage de la porte est encore visible sur la place Saint-Germain. Louis XIV décède en 1715. Le Régent, Philippe d’Orléans, trouve les caisses de l’état vides. Il demande des comptes à ses trésoriers. Paparel, ne pouvant justifier le déficit de sa comptabilité est mis en état d’arrestation. Des scellés sont apposées sur ses biens qui ont été saisis en 1716, à la requête du conseiller Général de la chambre des comptes, et mis en adjudication.

## Seigneurie de Vitry
Le premier acte officiel que nous ayons pu trouver sur la Seigneurie qui nous intéresse, date du 14 juin 1656.
Le roi Louis XIV, par lettre patente, érigeait la terre d'Oncy en Châstellerie.
Le premier seigneur fut Jacques Pinon. Nous n'avons pas pu encore trouver la liaison entre ce dernier et Philippe Jacques qui décéda en 1688 et dont les héritiers vraisemblablement vendirent la Seigneurie à François Paparel.
Jusqu'à la révolution de 1789 le seigneur avait droit de justice, administrait son fief et percevait des impôts.
Après cette période, l'abolition des privilèges, transforma le seigneur en simple châtelain qui n'avait plus aucun pouvoir sur les habitants

## Château

### Édifice

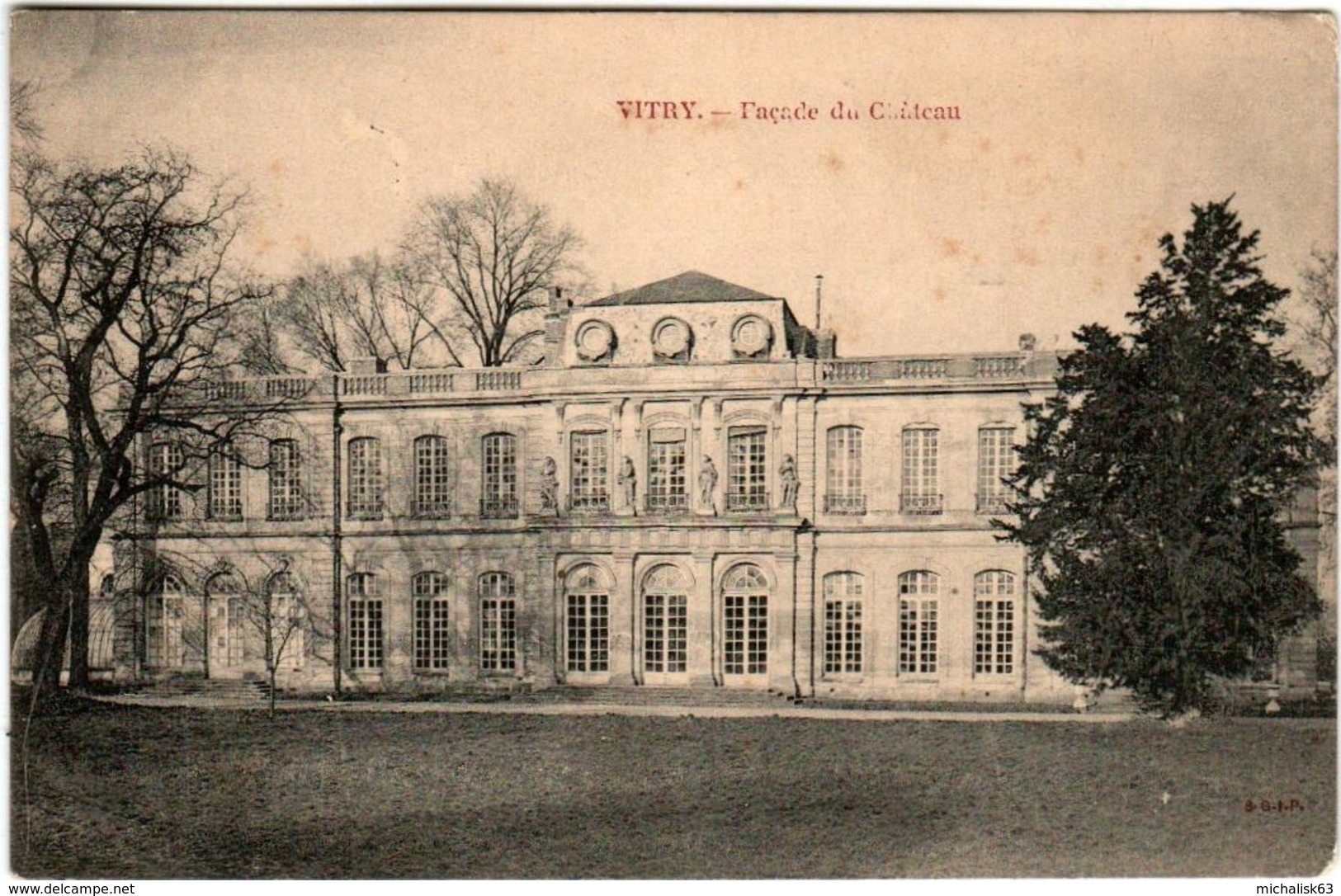
Vue globale de la façade arrière du château.
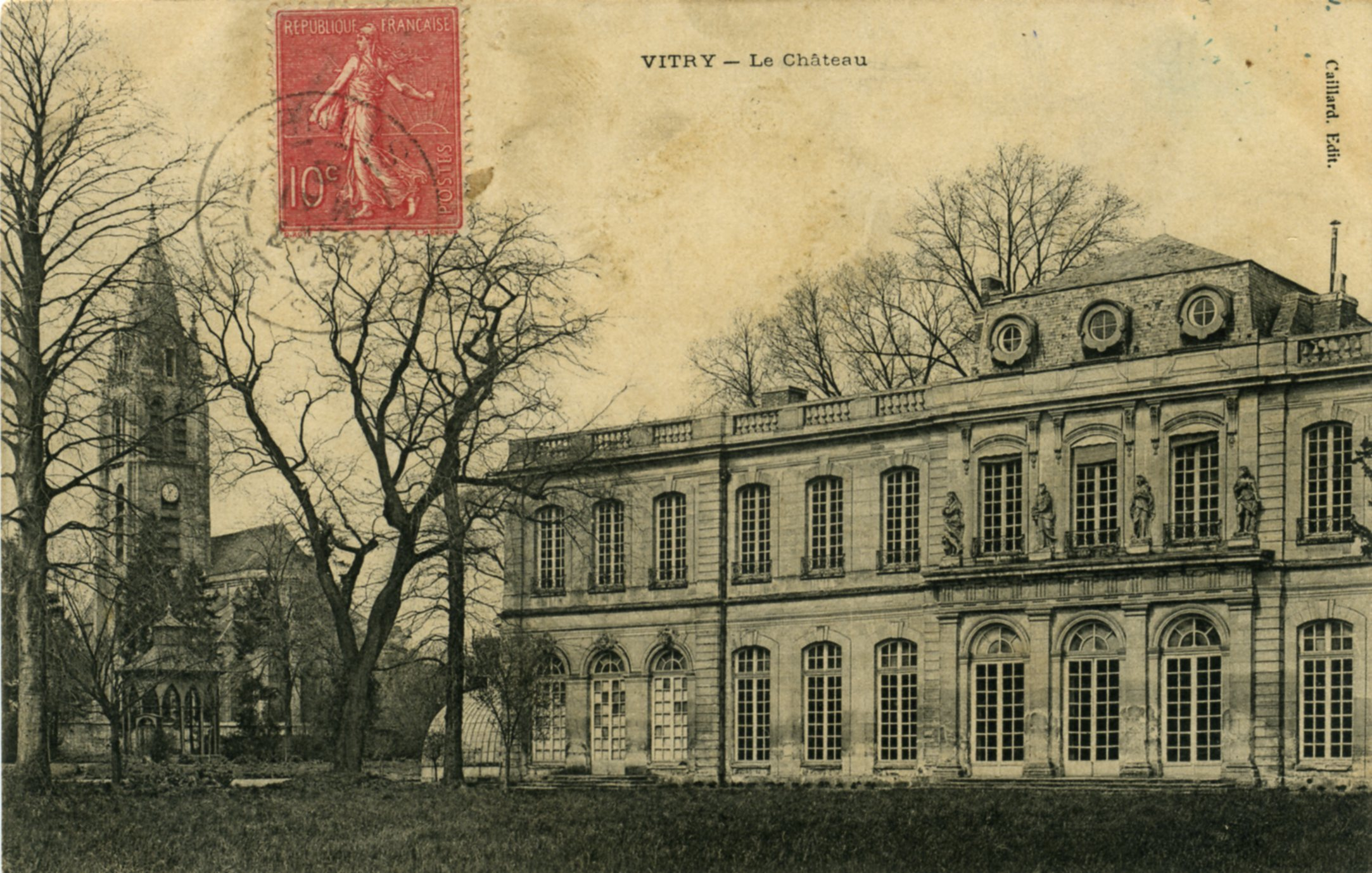
Vue globale de la façade arrière du château avec l'église de Vitry.
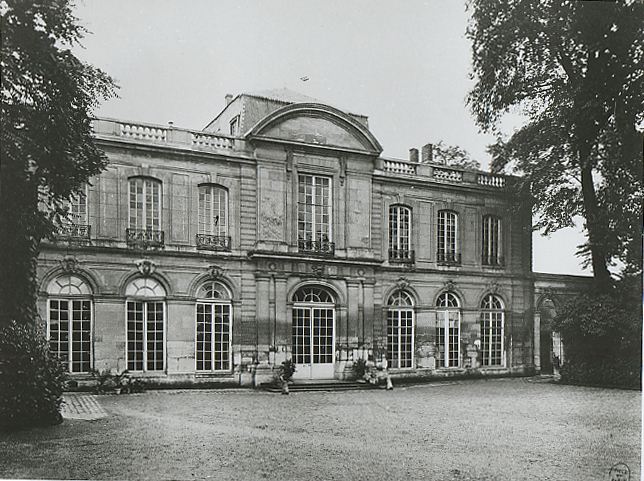
Vue de l'entrée du château.
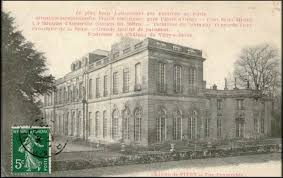
Vue latérale du "grand" et du "petit" château.
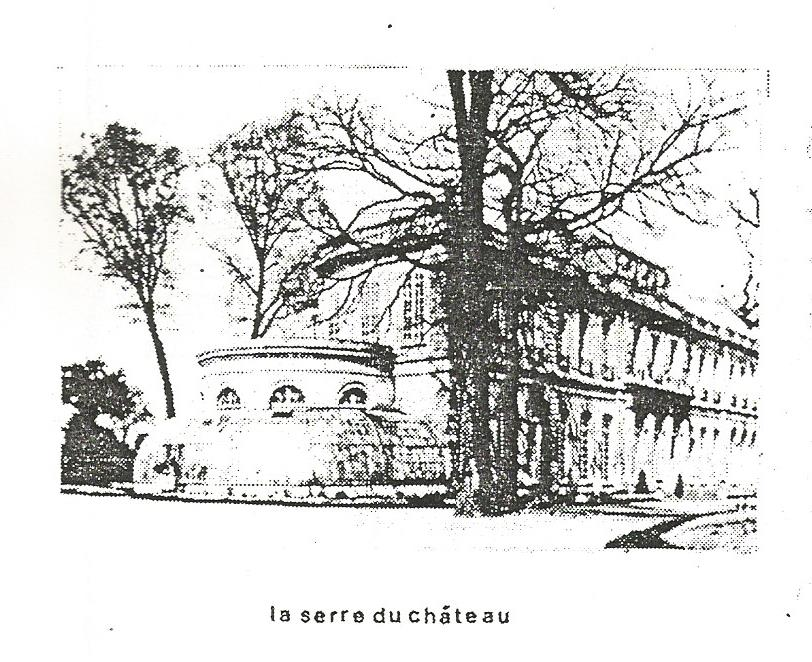
Serre du château (côté église).

### Intérieur du château

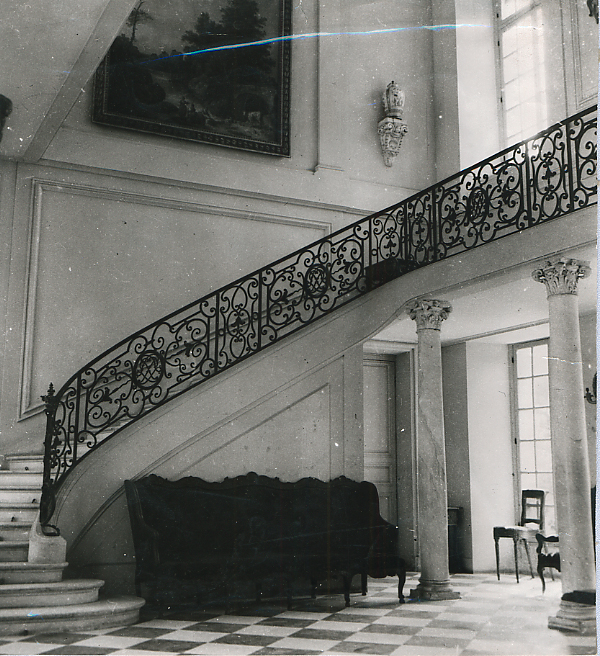
Peut-être le grand escalier près du vestibule ?
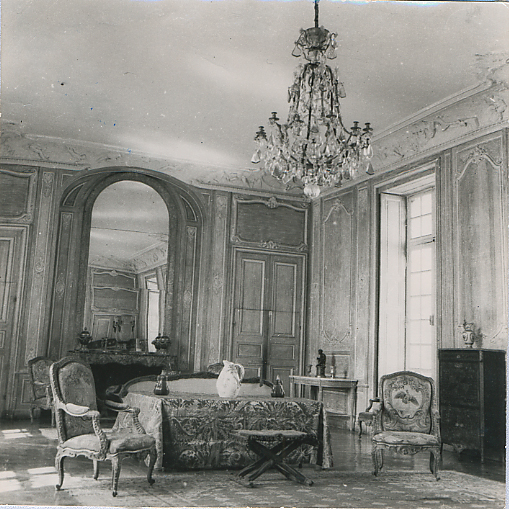
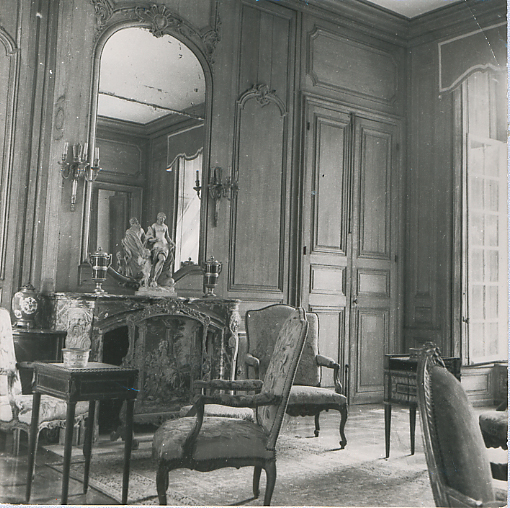
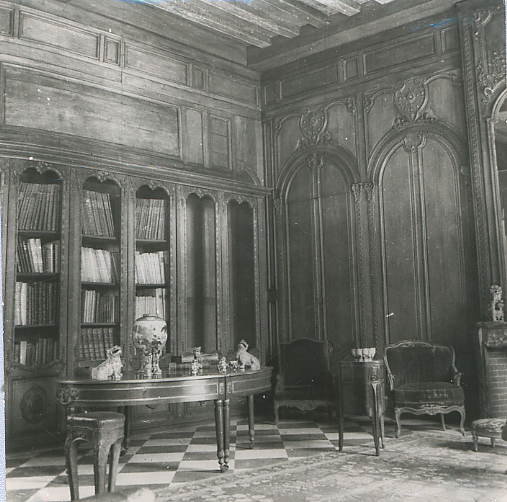
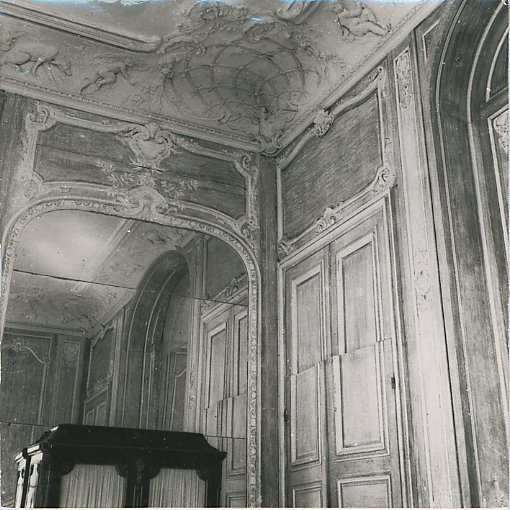
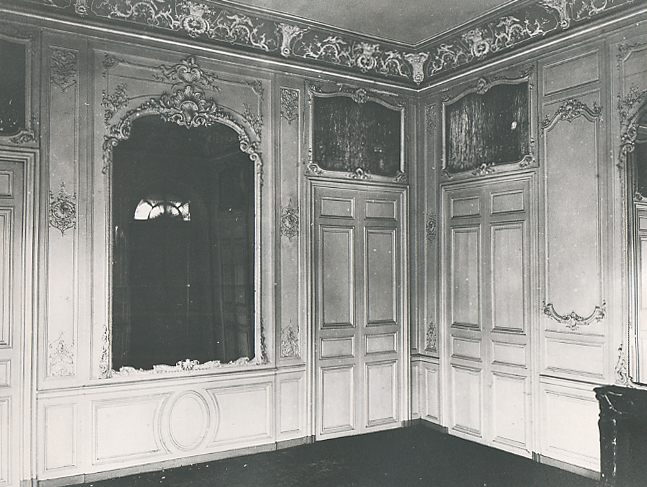

### Domaine et jardins

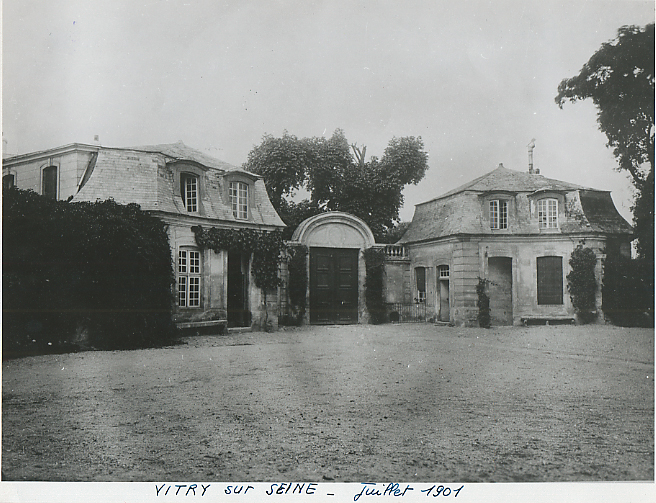
Entrée du château avec sa grande porte cochère donnant sur l'extérieur (vue depuis la cour du château).
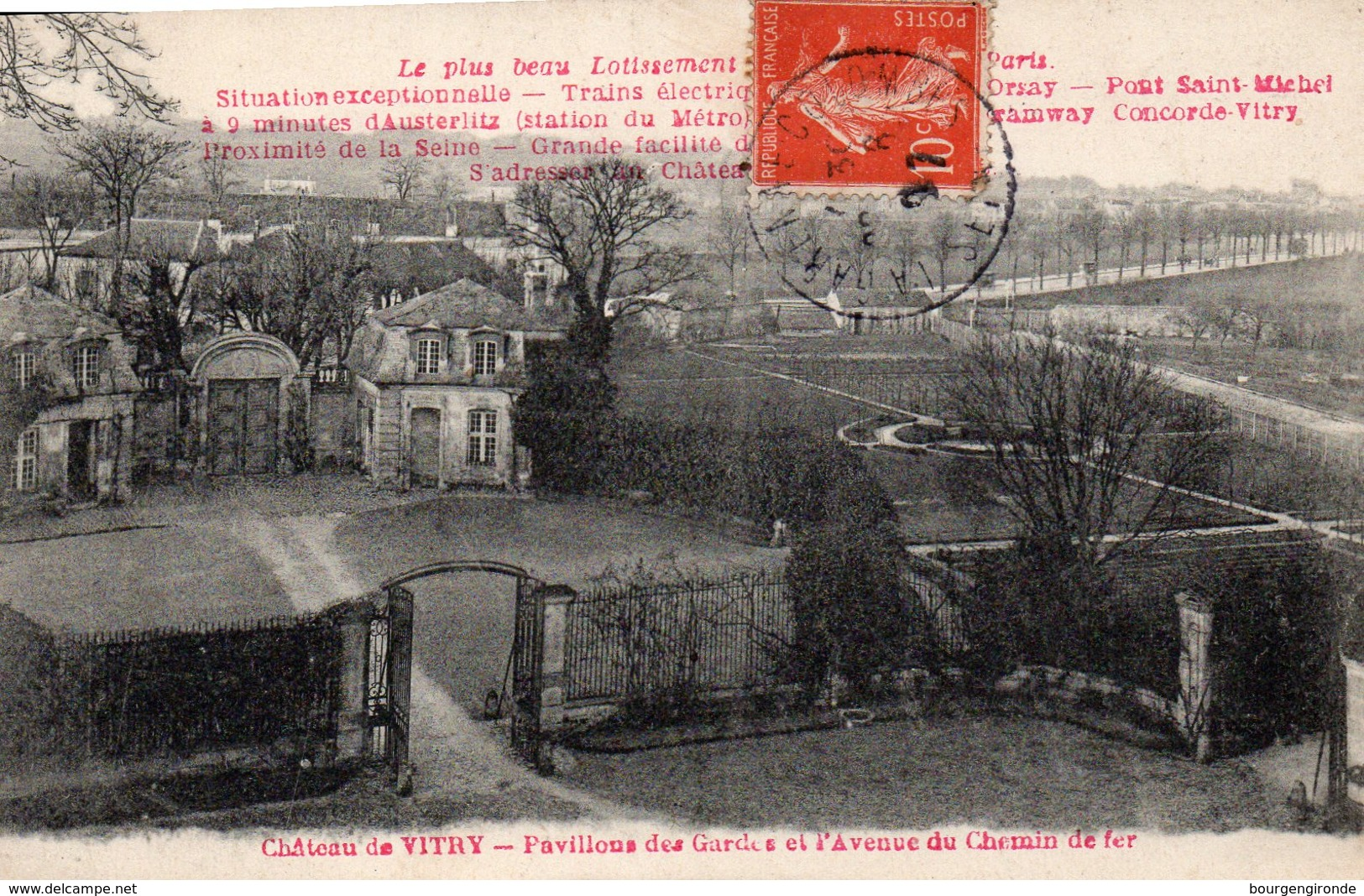
Vue de la cour intérieure et des jardins à la française depuis le toit du château. Au fond, la route partant vers la droite est l'actuelle "avenue Paul-Vaillant-Couturier" (anciennement "chemin du Port-à-l'Anglais" puis "avenue du Chemin-de-Fer").

### Petit château
Lors de sa démolition en 1911, seule une petite partie de ce château fut conservée: elle sera appelée le "petit château" et subsistera jusqu'en 1930 pour être à son tour rasée et laisser place à des bains publics qui deviendront par la suite la Galerie d'art municipale de Vitry-Sur-Seine.

#### Avant la démolition du "grand château"

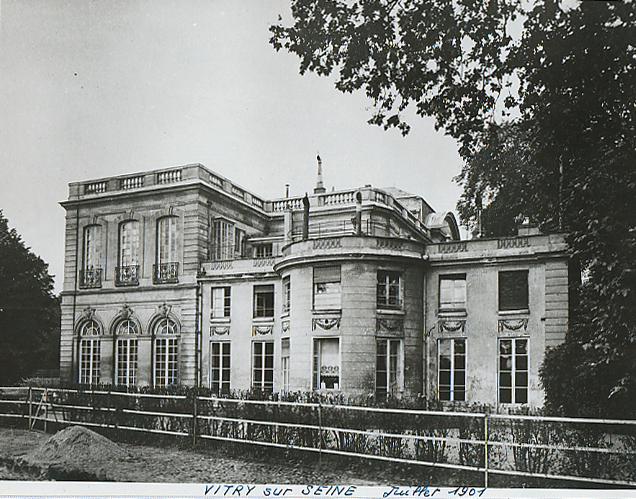
Le "petit" et "grand" château peu de temps avant la destruction du "grand château".
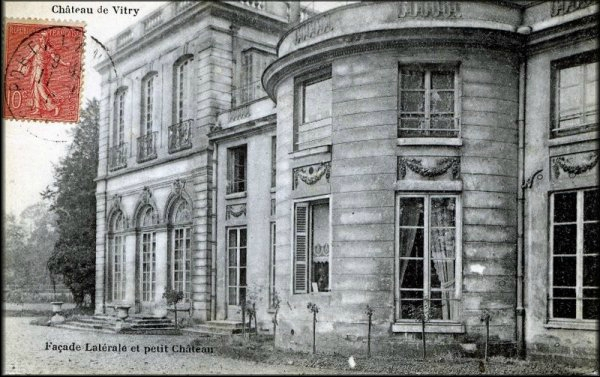
Vue rapprochée du "petit château".
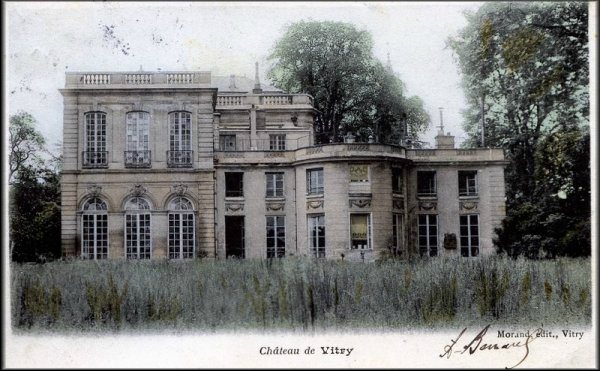
Le "petit" et "grand" château peu de temps avant la destruction du "grand château".
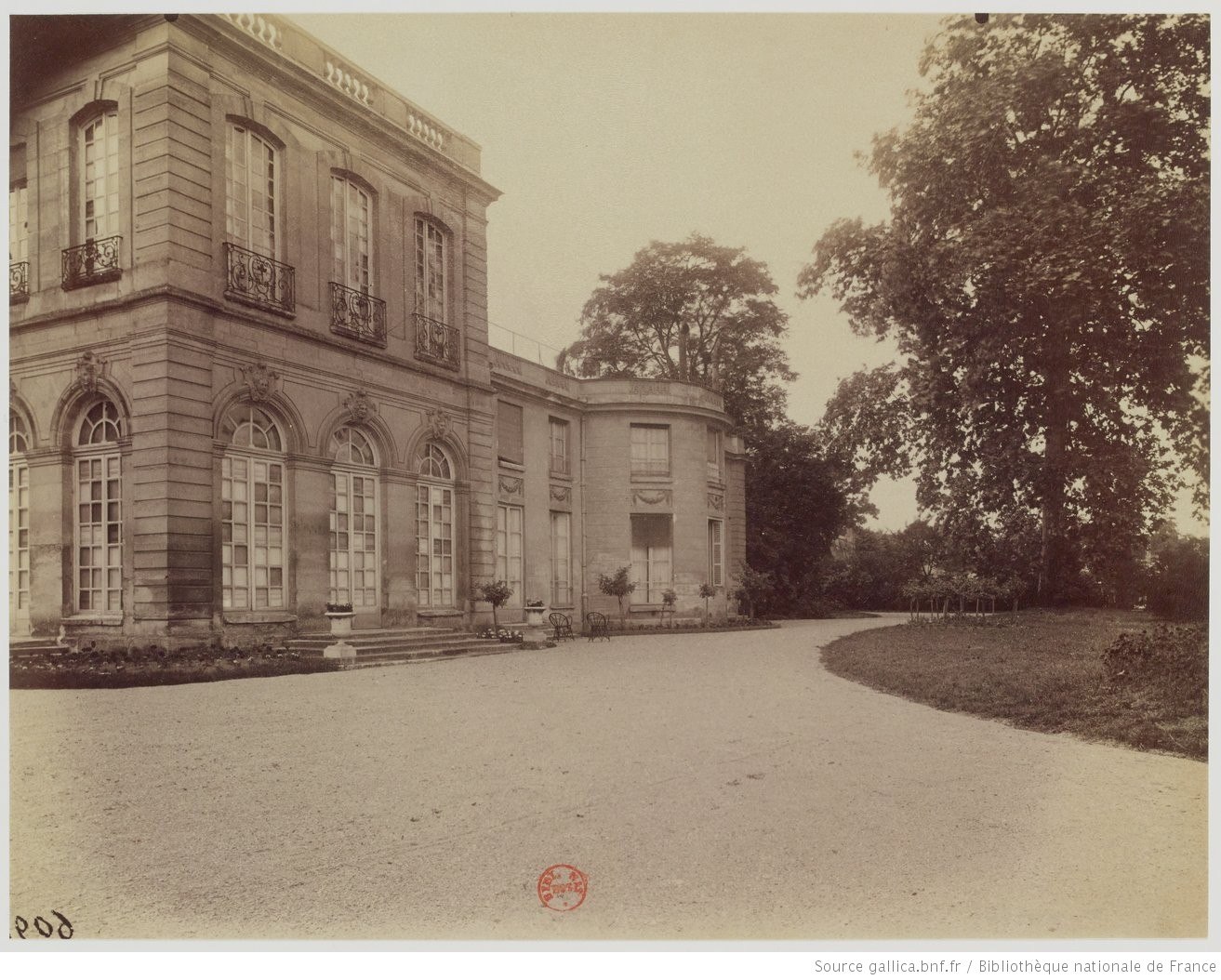
Le "petit" et "grand" château peu de temps avant la destruction du "grand château".

#### Après la démolition du "grand château"

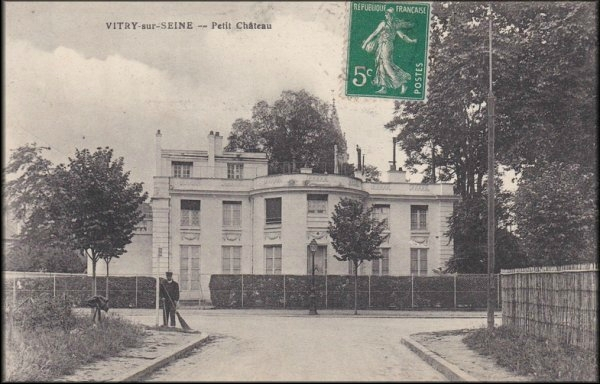
Le "petit château" après la destruction du "grand château"  (vue depuis la rue d'Alègre)
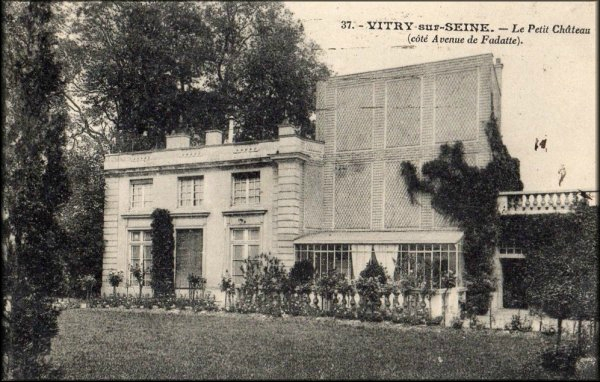
Petit château de Vitry-sur-Seine (vue depuis l'emplacement de l'ancien château)

### Inondation de 1910
En 1910 Vitry-sur-Seine et les communes situés en bords de Seine sont touchés par la crue centennale, elle est le plus important débordement connu de la Seine après celui de 1658.

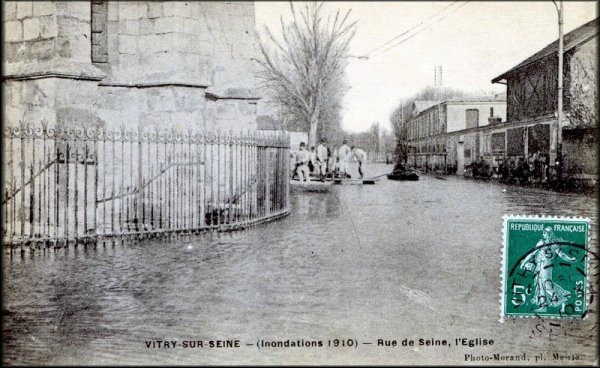
Vue de l'Avenue Paul Vaillant Couturier lors de la crue de 1910 depuis l'Église de Vitry sur Seine (le château se trouve sur la droite).
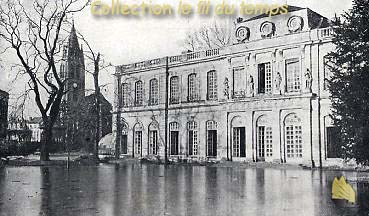
Château de Vitry lors de la crue de 1910.

## Affaire du PetitVal
Le journal Le Républicain (« Journal des hommes libres ») du 3 floréal an IV (vendredi 22 avril 1796) va être le premier à relater le fait divers et à lancer l’affaire en pâture à l’opinion publique, :
« Le citoyen Petit-Val, demeurant à Paris, quai Voltaire, au coin de la rue des Saints-Pères, acquéreur de plusieurs biens nationaux entre autres du domaine de Vitry, vient d’être assassiné la nuit du 1er au 2 floréal, avec sa belle-mère, sa mère, deux femmes de chambre et deux domestiques femelles. Le fils de la maison, âgé de dix ans et couché auprès de sa belle-mère a été épargné. Un valet de chambre, couché non loin de l’appartement du citoyen Petit-Val, un cuisinier et un jardinier n’ont rien entendu. Le crime a été commis à une heure du matin, dans le parc où on a trouvé le cadavre et, non loin, des bûches ensanglantées et un tronçon de sabre…Il est difficile de conjecturer de quelle passion ce citoyen a pu être victime, vu que son nom n’est attaché à aucun souvenir révolutionnaire… »
Erreurs sur le nombre des victimes et sur certaines identités, affirmations sans preuves et détails fantaisistes n’empêchent pas le même journal d’ajouter le 25 avril : « Qu’attendez-vous citoyens Directeurs pour vous prononcer contre ces assassins ? Ne vous opposerez-vous à leurs forfaits que quand vous verrez leurs bandes ensanglantées marcher sur vous à travers les cadavres des patriotes ? …Non, nous avons dit : « Prévenez-les, ils égorgent les patriotes. Nous vous disons aujourd’hui : prévenez-les, ils vont vous égorger vous-mêmes ! »

## Première vente du Château de Vitry
Le 8 septembre 1719, le Marquis de la Fare, capitaine des Gardes du Corps du Régent, achète la Seigneurie de Vitry à Vincent Leblanc, Grand Audiencier de France.

### Acte de vente du château entre le Marquis de la Fare et Vincent Leblanc
«Un château, maison seigneuriale et principal manoir du lieu, composée d’une grande porte cochère, en entrant, cour dallée et grille de fer. Le château a deux étages et comprend plusieurs chambres, cabinets d’aisance et commodités, un grenier au-dessus, le tout couvert d’ardoises. Ecuries, cuisines, office à droite et à gauche plusieurs chambres. Un parc fermé par une grille de fer avec des allées ornées d’arbres et de jets d’eau. Jardin potager avec une issue sur la campagne.
Une ferme composée de bassecour, chambre, grenier, écurie, grange, étable à vaches et à porcs et d’autres bâtiments couverts de chaume et d’ardoises, avec terres, prés et autres appartenances, circonstances et dépendance de la dite terre. Droit de fief, haute, moyenne et basse justice du bourg de Vitry et des paroisses Saint-Germain et Saint Gervais Saint-Protais.»
Description de la terre de Vitry dans l’acte de vente entre le Marquis de la Fare et Vincent Leblanc.

## Liste des différents propriétaires du château
- 1708 – 1716 : Claude-François Paparel
- 1716 – 1719 : Vincent Leblanc, Grand Audiencier de France
- 1719 – 1728 : Marquis de la Fare, Capitaine des Gardes du Corps du Régent
- 1728 – 1735 : Marquis Maréchal Yves d'Alègre
- 1735 – 1753 : Jacques Robin de la Pescellerie
- 1753 – 1791 : Jacques Marie de Vougny, ancien mousquetaire de la Garde du Roi
- 1791 – 1796 : Gaspard Phillipe Petit du Petit-Val
- 1796 – 1801 : Pierre-Alexandre Petit du Petit-Val
- 1801 – 1847 : le comte Louis Nicolas Dubois, Préfet de police de Napoléon 1er
- 1847 – 1868 : Eugène Dubois
- 1868 – 1901 : Blanche Antoinette Rosalie Dubois

| Noms                                  | Fonction                                                                                              | Date d'occupation |  |
| ------------------------------------- | --- | ----------------- |  |
| Claude-François Paparel               | Trésorier de l'extraordinaire des guerres et trésorier général de la gendarmerie et des chevau-légers | 1708 – 1716       |  |
| Vincent Leblanc                       | Grand Audiencier de France                                                                            | 1716 – 1719       |  |
| Marquis de la Fare                    | Capitaine des Gardes du Corps du Régent                                                               | 1719 – 1728       |  |
| Marquis Maréchal D'Alègre             | | 1728 – 1735       |  |
| Jacques Robin de la Pescellerie       | | 1735 – 1753       |  |
| Jacques Marie De Vougny               | Ancien mousquetaire de la Garde du roi                                                                | 1753 – 1791       |  |
| Gaspard Phillipe Petit du Petit - Val | | 1796 – 1801       |  |
| Pierre-Alexandre Petit du Petit - Val | | 1801 – 1847       |  |
| Louis Nicolas Dubois                  | Préfet de police de Napoléon 1er                                                                      | 1801 – 1847       |  |
| Eugène Dubois                         | | 1847 – 1868       |  |
| Blanche Antoinette Rosalie Dubois     | | 1868 – 1901       |  |

- 1870 : Pendant la guerre franco-allemande de 1870 une partie du château transformée en hôpital pour les blessés du siège de Paris et ensuite pour ceux de la commune de Paris.
- 1901 – 1902 : Les cinq enfants de la défunte Rosalie Dubois héritent. (Famille de Fadate de Saint-George)

En novembre 1906, M. Derazay, fait une offre de vente à la municipalité de Vitry. Il cède le château et 14 000 m2 de parc pour en faire la mairie. La somme avancée est de 250 000 francs.

## Projet de transformation du château en Mairie
En novembre 1906, l'affaire est confiée par la famille Fadate de Saint-George à M. Derazay. Il fait l'offre suivante à la municipalité de Vitry-sur-Seine :
Le château et ses 14 000 m2 de parc pour une somme de 250 000 francs.

L'architecte de la municipalité de Vitry-sur-Seine chiffre le projet pour un total de 400 000 F en comprenant l'achat du lot, les travaux de modification et le mobilier de la mairie.

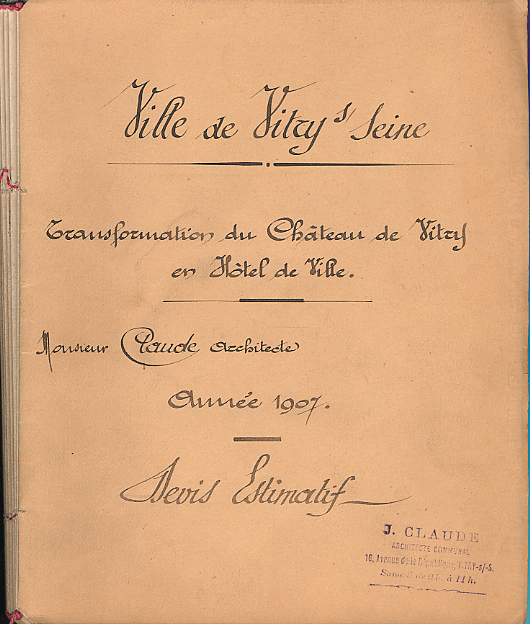
Devis estimatif de la transformation du Château Vitry-sur-Seine en Hôtel de ville par l'architecte de la municipalité Monsieur Claude
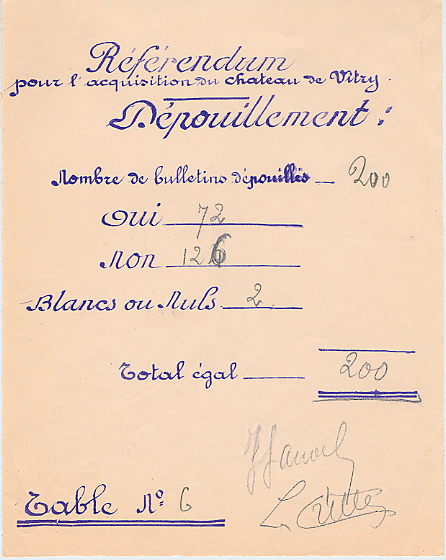
Résultats du dépouillement référendum château de Vitry-sur-Seine.
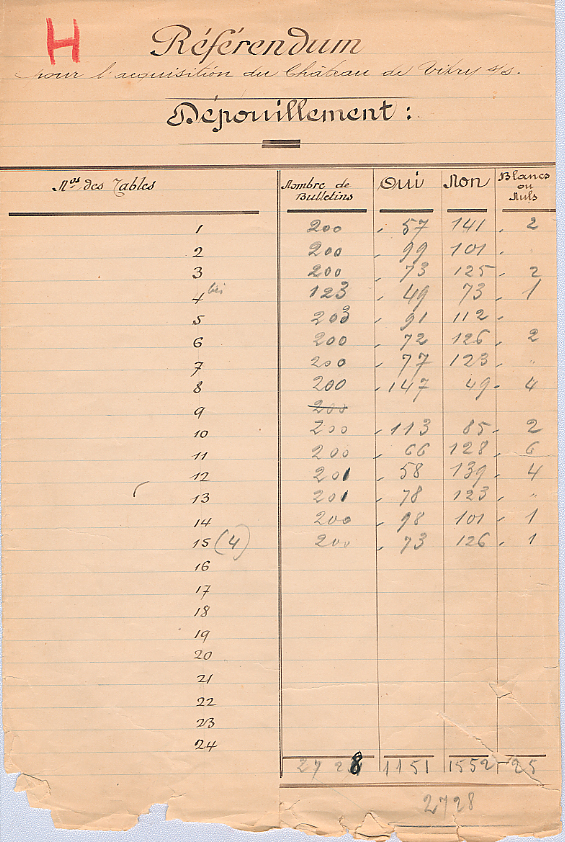
Résultats détaillé du dépouillement référendum château de Vitry-sur-Seine.
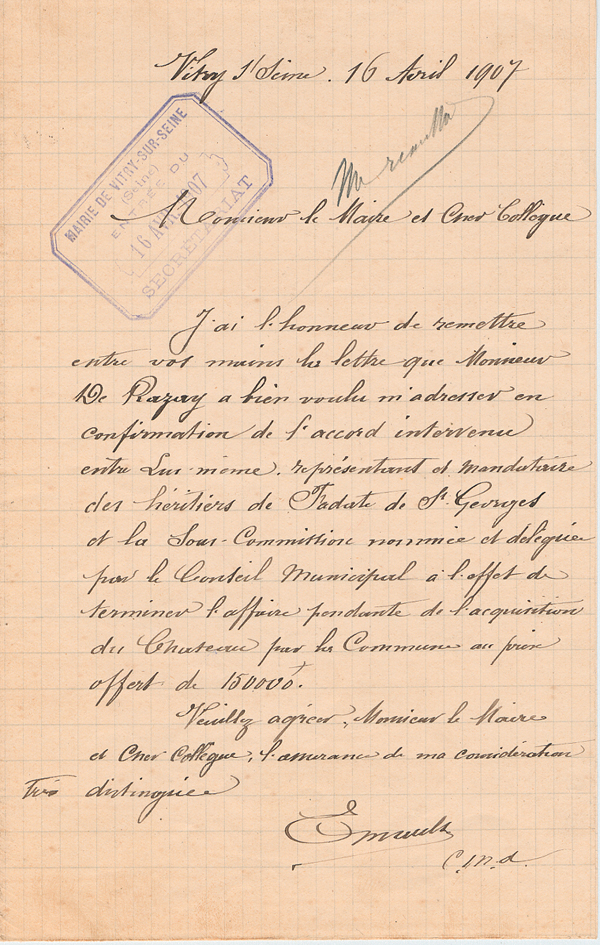
Lettre chateau du château de Vitry.

### Descente aux enfers pour l’avenir du Château
Entre 1906 et 1911, c’est une véritable suite d’événements tragiques qui vont sceller à jamais l’histoire de ce château.
Projet de transformation du Château en Mairie
- Avantages : de plus, ce nouvel Hôtel de Ville permettrait de centraliser les services communaux. Le parc serait un lieu de promenade pour les Vitriots.
- Désavantages : les opposants se refusent de voir la mairie de déplacer vers l’est de la commune et craignent l’augmentation des impôts.

L’achat, les travaux de modification et le mobilier se chiffrent à un total de 400 000 F.
Un référendum est alors proposé à la population et à lieu le 10 mai 1907 :
- Les partisans obtiennent : 1151 voix
- Les opposants obtiennent : 1552 voix

17 mai 1907 : Le conseil municipal, après une séance orageuse, entérine le référendum et par 12 voix contre 10 repousse le projet d’acquisition du château.
1907 – 1910 :  Durant ces trois années, le château est maintenu en bon état, il est inondé en 1910 lors de la crue de la Seine.

« « Si l'on apprenait qu'un [tableau de] Watteau est sur le point d'être détruit, ce serait un cri d'indignation. On va démolir [le château de] Vitry : nul n'en aura souci. » »

— André Hallays, Journaliste
, 13 Juin 1905
1911 – 1912 : 200 ans après le lancement de sa construction en 1710, c’est la démolition de ce qui fut « l’un des plus beaux domaines de l’Île-de-France ». C’est la fin de ce château du XVIIIe siècle.

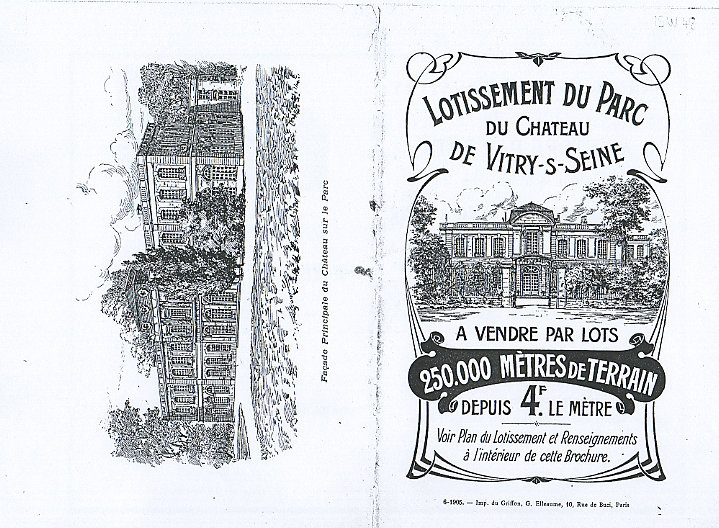
Tract de vente des lots du parc du château de Vitry.
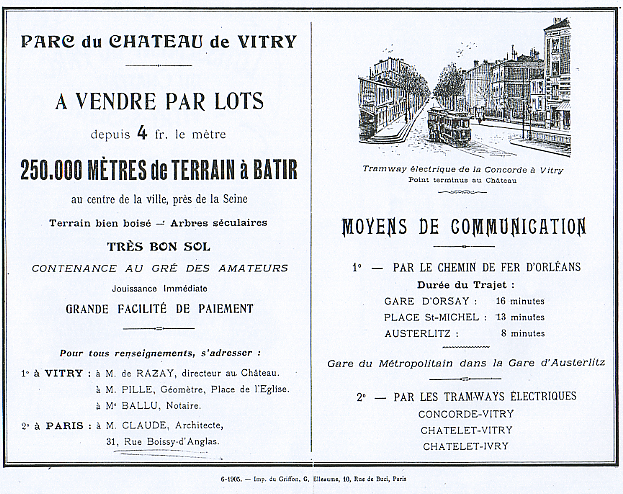
Tract de vente des lots du parc du château de Vitry.

## Modélisation 3D du Château de Vitry-sur-Seine
En 2018, Camil Kermoume, un jeune étudiant vitriot, passionné d'architecture, entreprend la modélisation du château disparu.
Le 6 mars 2019, un article dans Le Parisien lui a été dédié mais également dans le Vitry Hebdo du 19 mars 2019.
Une vidéo de son travail est consultable sur YouTube.
Avec l’acquisition de nouvelles images, Kermoume Camil entreprend pour 2020 de mettre à jour la modélisation du château avec beaucoup plus de détails.

### La modélisation

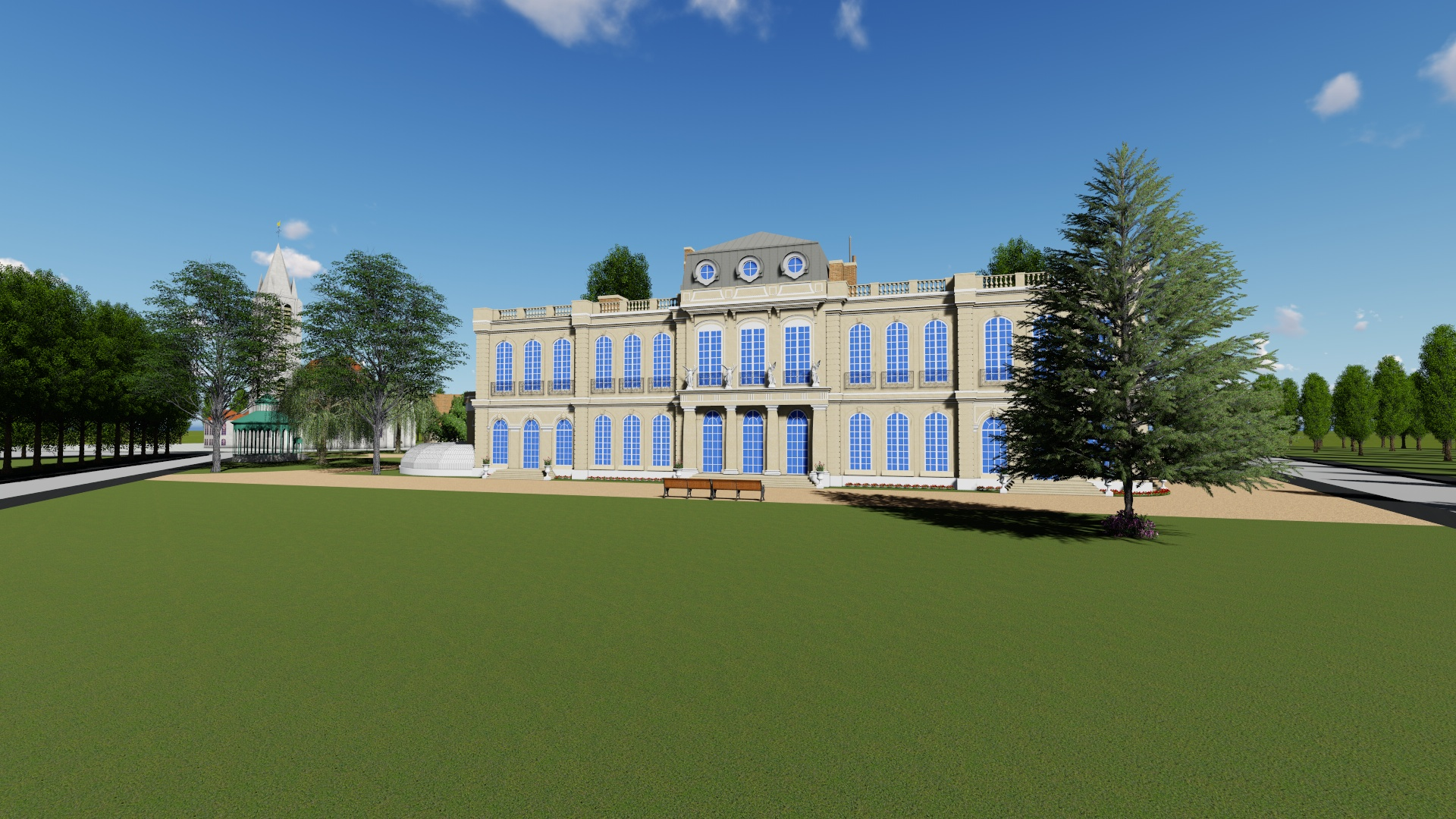
Partie arrière du château de Vitry depuis le parc.
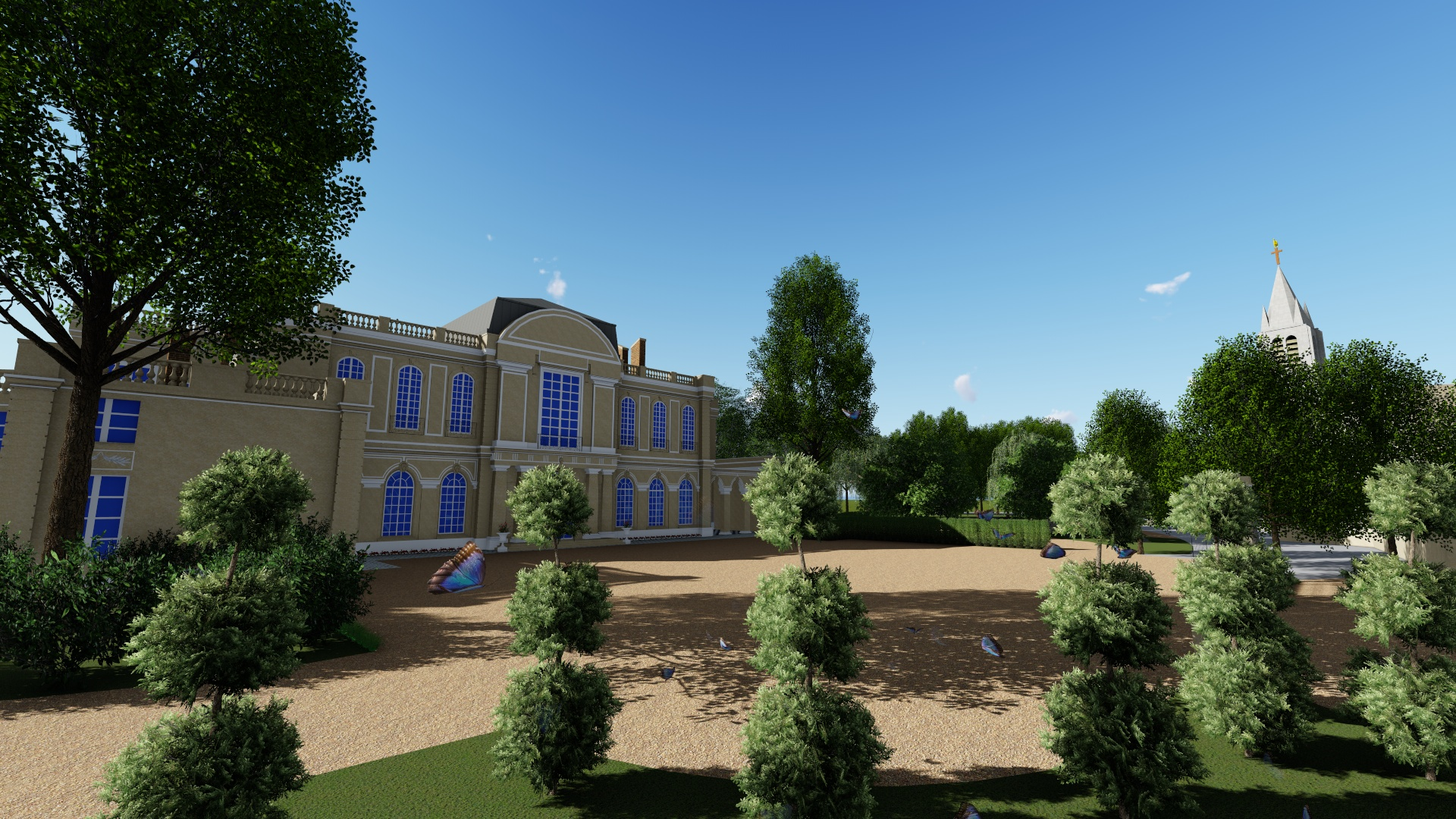
Entrée du château de Vitry depuis les jardins.

## Héritage et restes du Château seigneurial de Vitry-sur-Seine
En 2018, il ne reste que deux rues portant les noms d'anciens propriétaires du château : « rue d’Alègre » et « rue Dupetitval ».
Il reste également une rue portant le nom de « rue du château » situé tout près de l'Église qui rejoignait autrefois l'entrée de l'ancien château de Vitry.
L'« avenue Fadate » (actuelle « rue Guy-Moquet »), « l'avenue Dubois » (actuelle « rue Danielle-Casanova ») et la place du même nom (actuelle « place du 19-Mars-1962 », date du cessez-le-feu en Algérie) ont également porté le nom de propriétaires du château.
Toutes ces rues sont situés dans le quartier du centre-ville de Vitry, tout près de l'ancien château.

## Avant / Après

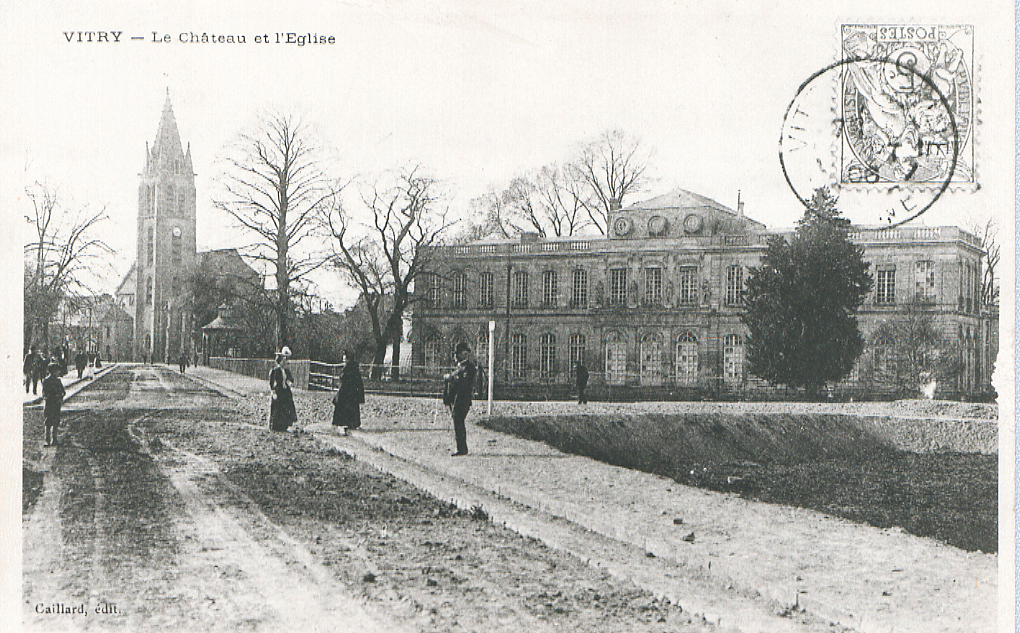
Château de Vitry-sur-Seine depuis l'actuelle Avenue Danielle-Casanova.
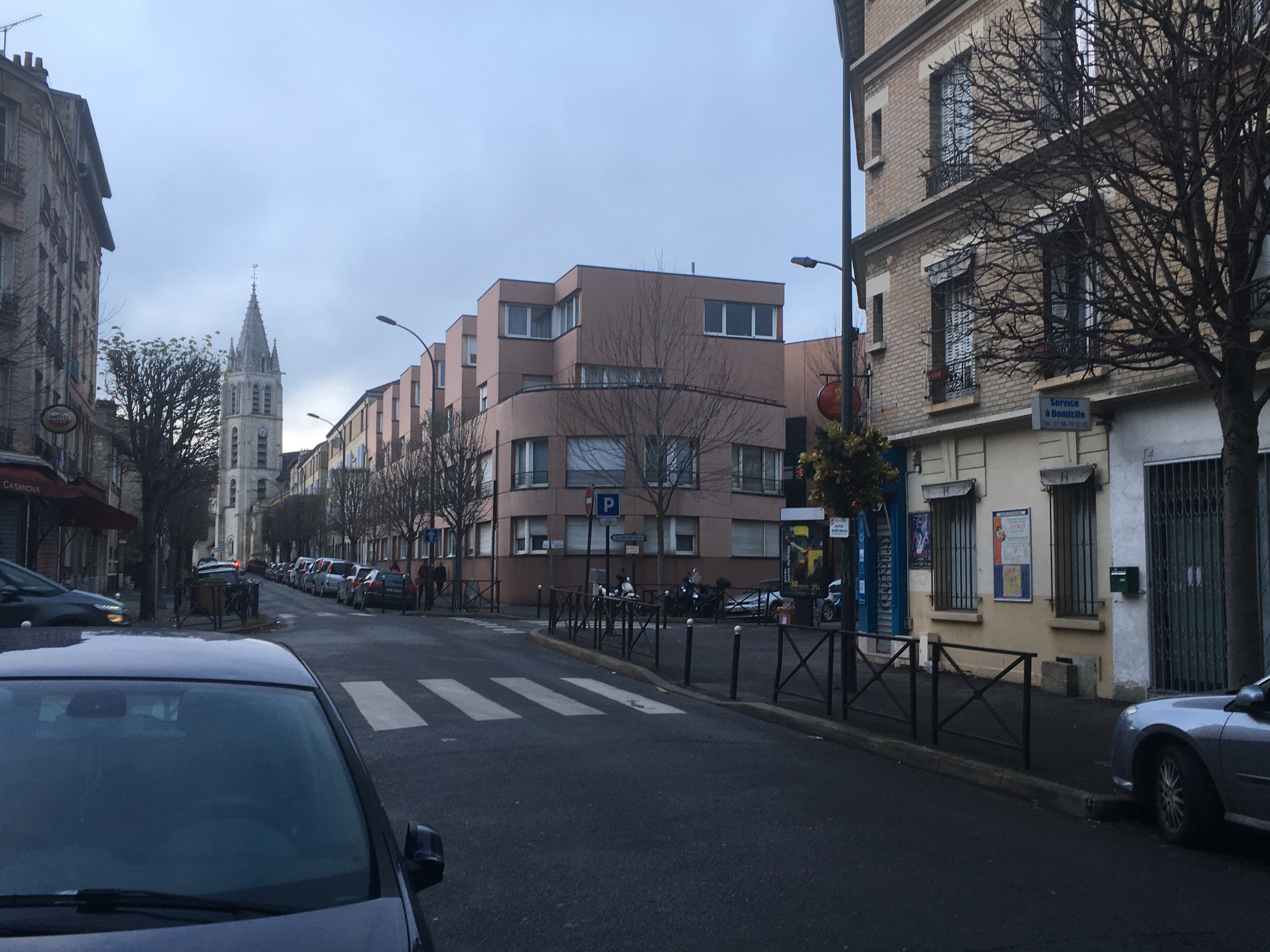
Avenue Danielle-Casanova à Vitry-sur-Seine.
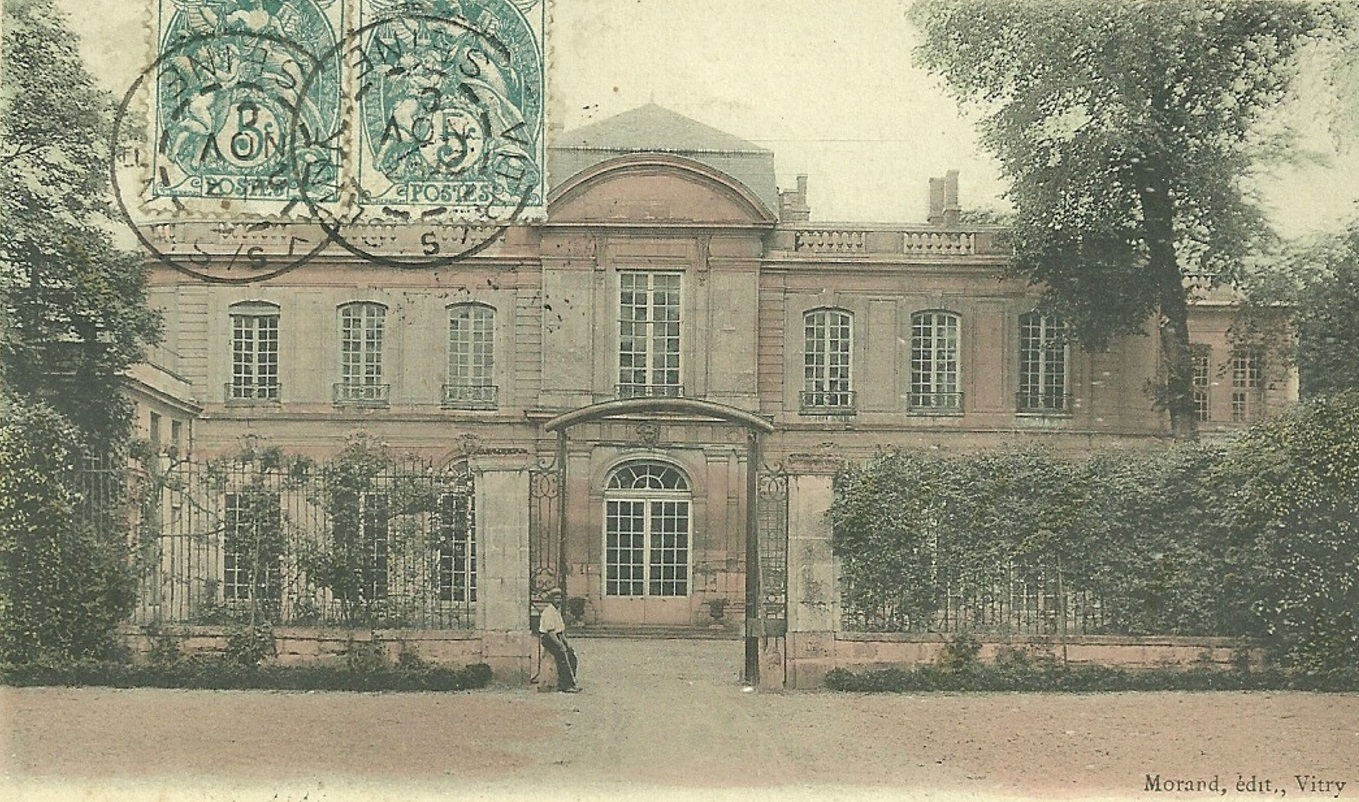
Entrée du château de Vitry-sur-Seine.
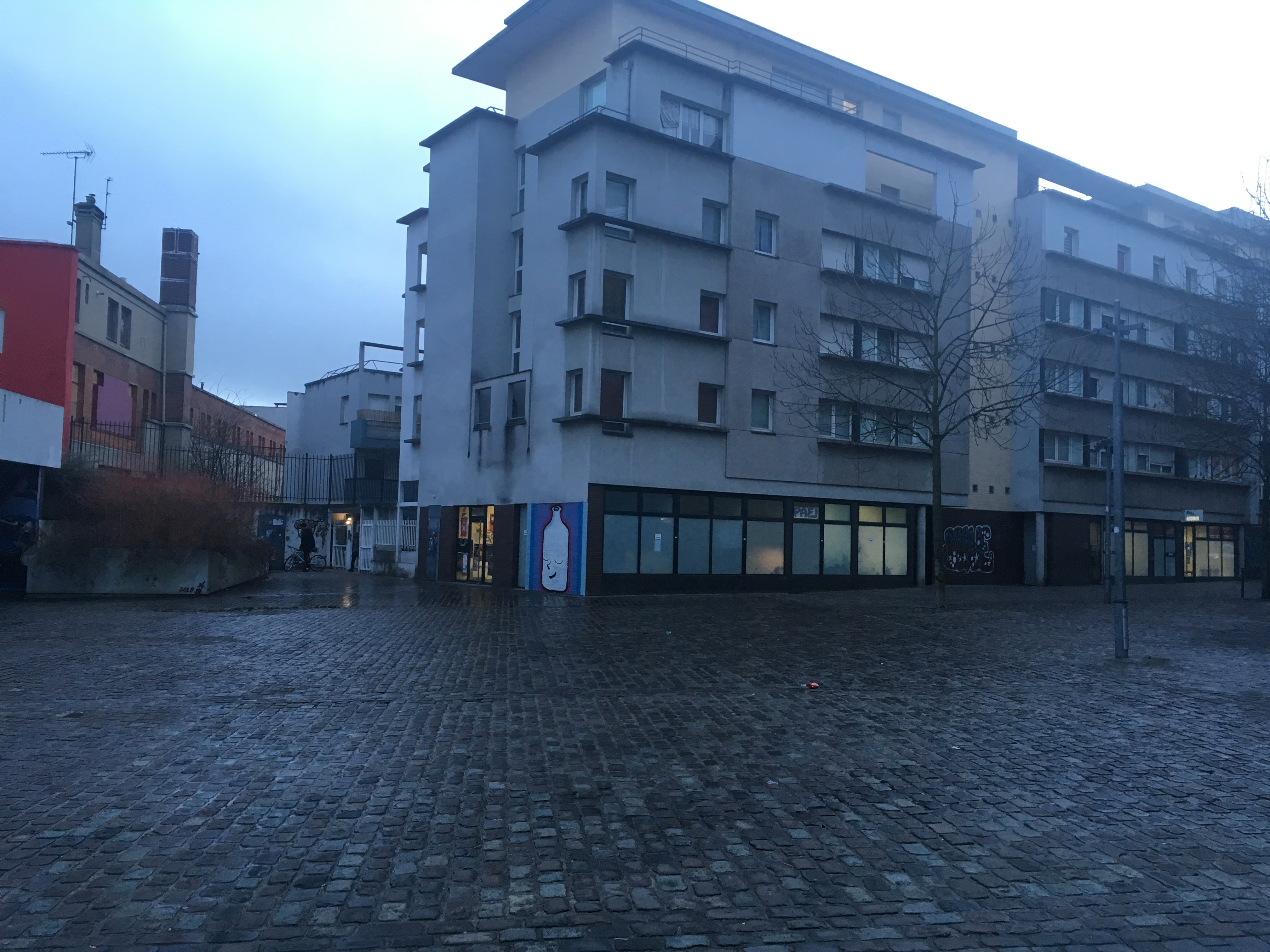
Place Jean Martin, ancienne entrée du château de Vitry-sur-Seine.
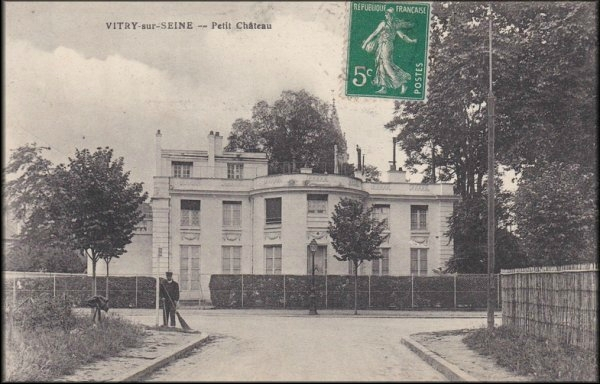
Petit château de Vitry depuis la rue d'Alègre.
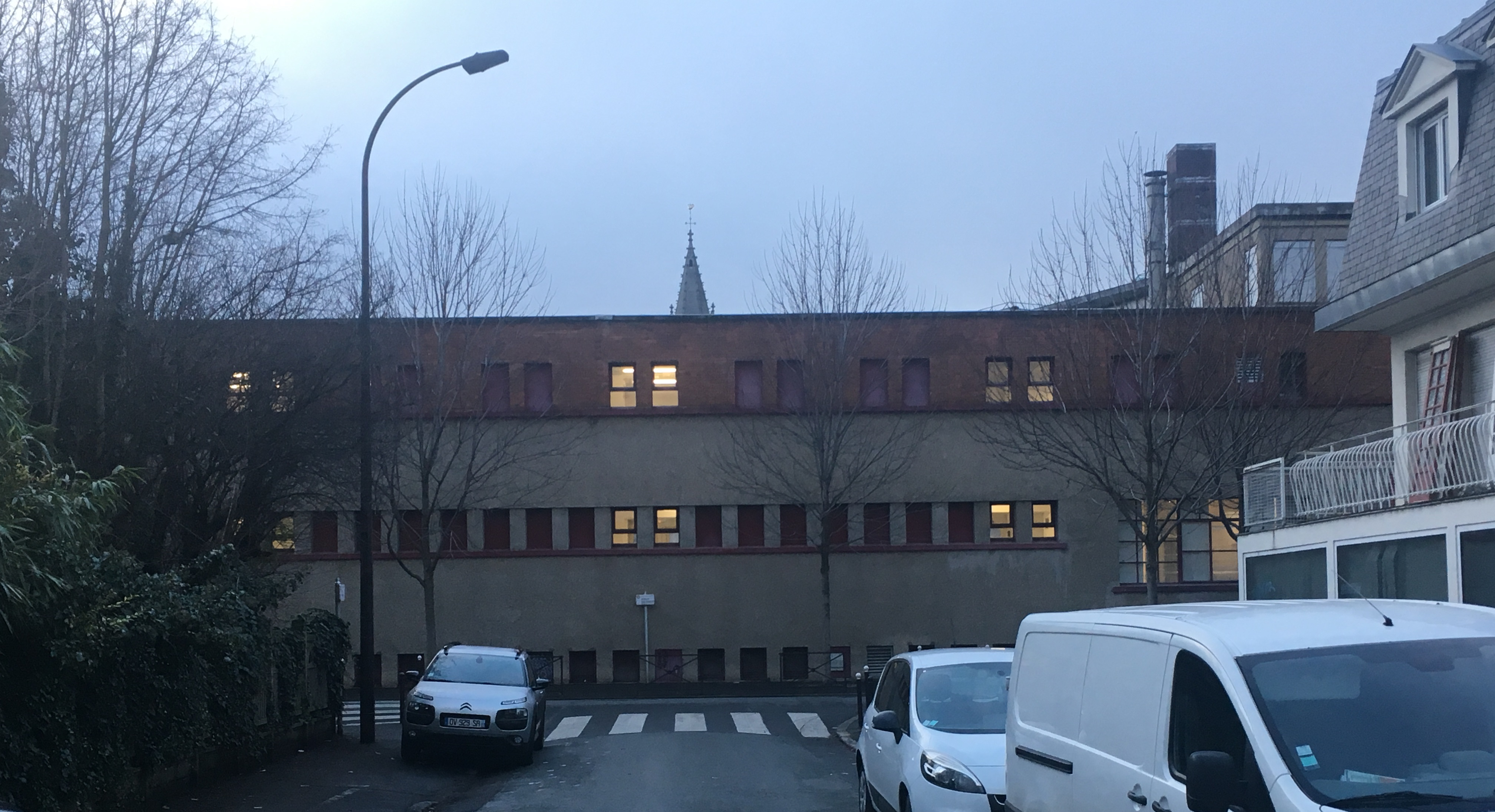
Galerie d'art municipal de Vitry remplaçant le "petit château" depuis la rue d'Alègre.
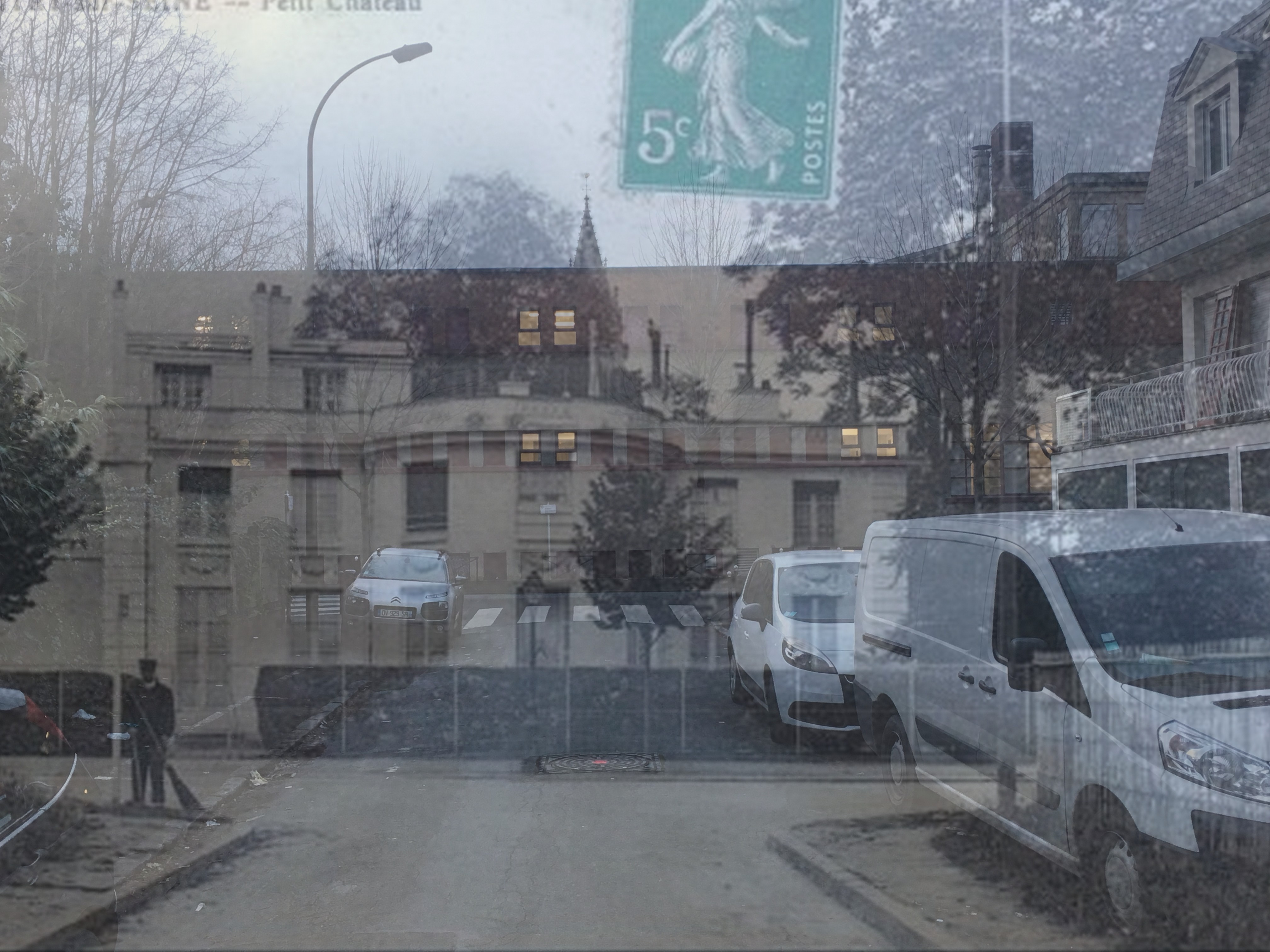
Comparaison Avant / Après du "petit château" depuis la rue d'Alègre.